# 稀脉浮萍
稀脉浮萍又名青萍，为天南星科浮萍属下的一个种。《中国植物志》中文版误将其鉴定为极小浮萍，英文版中已更正。